# Bán-patak
A Bán-patak a Bükk-vidéken a Bálvány oldalában ered Bánkútnál. Végigfolyik Dédestapolcsányon, Bánhorvátin, Nagybarcán és Vadnán. Vadna mellett torkollik a Sajóba.
A Bán-patak völgye és a Szilvás-patak völgye földrajzi határt képez a Bükk-vidék központi része és az Upponyi-hegység között.

## Leírása
A Bükk-vidéken, a Bálvány északi lábánál, Bánkútnál ered. 23,9 kilométer a teljes hossza, ebből 3 kilométeres szakasz a Lázbérci-víztározó víztükrébe, illetve duzzasztott terébe esik. Nagybarca és Vadna között a patak két ágra bomlik. A nyugati ága az 1980-as évek végén kialakított mesterséges mederben fut a Sajóba. A keleti ága Vadnán keresztül torkollik a Sajóba a 97,4 folyamkilométernél.

## Mellékvizei
- Csimás-patak. Dédestapolcsánynál.
- Csernely-patak. Az Upponyi-hegységben ered, és a Lázbérci-víztározóban egyesül a Bán-patakkal. Teljes hossza: 17,2 kilométer. Vízgyűjtő területe 96 km2. Átlagos vízhozama 0,27 m3/s.
- Szilvás-patak. A Bükk-vidéken ered, végigfolyik a Szalajka-völgyön Szilvásváradon keresztül, majd Nagyvisnyó után egyesül a Bán-patakkal. Hossza 9,7 km. Vízgyűjtő területe 65,8 km2. Átlagos vízhozama 0,4 m3/s.

## Történelem
A patak a 13. században Vadna-patak néven volt ismeretes. 1375-ben tapolcsányi Jobbágy Tamás adományozott a pálos rend hangonyi kolostorának egy vízimalmot a patakon. Ennek tulajdonjoga később vita tárgyát képezte, és 1393-ban Miklós perjel hosszú pereskedésbe kezdett az említett malom birtoklásáért. Egykor a Bán-patak vize hét malom kerekét hajtotta, napjainkra ezekből csak egyetlen maradt, Vadnán. A településen egészen az 1970-es évekig működött a patakra épített malom Az ötszáz éves épület a legrégebbi építmény a községben.